# 霍什拉甫河
霍什拉甫河，位于中华人民共和国新疆维吾尔自治区喀什地区莎车县西南部的一条河流，是叶尔羌河右岸支流，河名为维吾尔语意为“河流汇合的地方”。发源于昆仑山脉西段，塔什库尔干县、叶城县和莎车县交界处的克拉达坂山东坡，干流自西南向东北流，经达木斯乡，于霍什拉甫乡古勒巴格村以西汇入叶尔羌河。河流全长64千米，流域面积1028平方千米，年均径流量约0.21立方米。